# 小根蒜
小根蒜（学名：Allium macrostemon），别稱山蒜、苦蒜、小幺蒜、小根菜、野蒜、團蔥等，古称卵蒜，是葱科葱属的植物。

## 形态

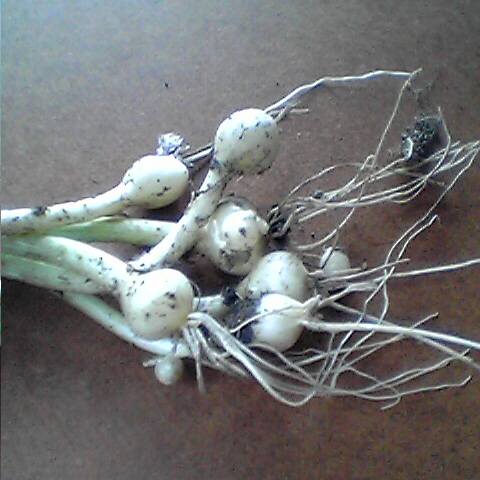
小根蒜的根部——鳞茎

多年生草本；有葱蒜味，地下具有鳞茎；线形半圆柱状叶子基生数枚；春夏开粉红色小花，单一花茎，顶生伞状花序，内杂有肉质珠芽。

## 分布
分布在朝鲜、日本、俄罗斯以及中国大陆的除新疆和青海以外的地區等地，生长于海拔100米至3,200米的地区，见于山坡、丘陵、山谷及草发上，目前已由人工引种栽培。

## 外部連結
- 薤白 Xiebai （页面存档备份，存于） 藥用植物圖像數據庫 (香港浸會大學中醫藥學院) （中文）（英文）
- 薤白 Xiebai （页面存档备份，存于） 中藥材圖像數據庫 (香港浸會大學中醫藥學院)
- 薤白 Xie Bai （页面存档备份，存于） 中藥標本數據庫 (香港浸會大學中醫藥學院) （繁體中文）（英文）